# レテー・カウマン
レテー・B・カウマン（Lettie Burd Cowman、1870年 - 1960年）は、アメリカ人の在日宣教師夫人。中田重治と夫チャールズ・E・カウマンと共に日本のホーリネス教会を創設した。レッチー・カウマンとも表記する。

## 生涯
- 1889年　チャールズ・カウマンと結婚し、ロッキー山脈の中腹で家庭を持つ。しかし、レテーは健康を損なってしまう。チャールズは必死に祈り、レテーは回復した。その後シカゴに移った。[1]
- 1896年 夫チャールズと共にシカゴ在住の時に、ムーディー聖書学院の学生の中田重治に出会う。
- 1894年9月3日 宣教師になるよう神からの召命を受けたという確信を得る。
- 1900年 宣教師として日本に行くようにという神の召しを受けたという確信を持つ。六週間後夫も同様な召命体験を得る。[2]
- 1901年 来日。中田重治と夫と共に、中央福音伝道館を創設する。
- 1905年 中田重治、夫チャールズ、アーネスト・A・キルボン、笹尾鉄三郎の五人で東洋宣教会を設立。幹部になる。
- 1907年 カウマン夫妻はキルボンと共に、朝鮮半島での宣教を始める。
- 1911年 聖教団事件で中田重治ら日本人とアメリカ人宣教師が対立するが、すぐに和解する。
- 1917年 夫妻でアメリカに帰国。
- 1924年 夫チャールズが6年間の闘病の後に死去。夫の死後、東洋宣教会の総理になる。[3]
- 1925年「荒野の泉」出版。1960年に日本語訳が出版された時点で、12カ国語に訳され世界中で読まれている。[4]
- 1960年 死去

## 著書
- 「荒野の泉」(Stream in the Desert) 山崎亭治訳、福音文書刊行会、1960年
- 「潤った園のように」（「荒野の泉」の現代版）酒井美樹、佐藤信人、錦織学共訳、日本ホーリネス教団出版局、1999年
- 「谷間の泉」
- 「慰めの泉」
- 「山頂を目指して」
- 「日の出に向かって」